# 布赖恩·普赖斯
布赖恩·普赖斯（英語：Brian Price，1976年2月19日—），加拿大男子赛艇运动员。他曾代表加拿大参加2004年、2008年和2012年夏季奥林匹克运动会赛艇比赛，获得一枚金牌和一枚银牌。